# Makri (Evros)
Makri  este un oraș în Grecia în Prefectura Evros.